# غرفة الصدى (إعلام)
خلال النقاشات الدائرة دائما حول وسائل الإعلام، كثيرا ما نسمع عن مصطلح «غرفة الصدى»، والذي يشير بدوره إلى المواقف التي يتم فيها تضخيم القناعات والمعقتدات أو تعزيزها بالتواصل والتكرار داخل نظام مغلق، وفي نفس الوقت تكون معزولة عن أية طعون أو نقض. يستطيع الأشخاص من خلال المشاركة في غرفة الصدى، البحث عن المعلومات التي تعزز وجهات نظرهم الحالية دون مواجهة وجهات نظر متعارضة، مما قد يؤدي إلى ممارسة ما يسمى «بالإنحياز التأكيدي» دون قصد، وقد تؤدي غرف الصدى هذه إلى زيادة الاستقطاب الاجتماعي والسياسي وحتى إلى التطرف.
يعتبر هذا المصطلح استعارة تستند إلى غرفة صدى صوتية، حيث يتردد صدى الأصوات في حاوية مجوفة، ومن جهة أخرى، برز مصطلح آخر ناشئ لهذا التأثير المتجانس داخل مجتمعات وسائل التواصل الاجتماعي على الإنترنت فيما أصبح يعبر بالعصبية القبلية الثقافية.

غرفة الصدى هي بيئة يواجه فيها الشخص فقط المعلومات أو الآراء التي تعكس وتعزز آرائه

من جانب آخر، يلاحظ العديد من العلماء الآثار التي يمكن أن تحدثها غرف الصدى على مواقف المواطنين ووجهات نظرهم، وعلى وجهالتحديد الآثار المترتبة على السياسات، ومع ذلك، فقد أشارت بعض الدراسات إلى أن تأثيرات غرف الصدى أضعف مما نعتقد في كثير من الأحيان.

## مفهومها
لقد وسع الإنترنت من تنوع وكمية المعلومات السياسية التي يمكن الوصول إليها: على الجانب الإيجابي، قد يخلق هذا شكلا أكثر تعددية للنقاش العام، وعلى الجانب السلبي، قد يؤدي الوصول المتنامي إلى المعلومات إلى التعرض الانتقائي للقنوات الداعمة أيديولوجيا.
في «غرفة صدى» متطرفة نوعا ما، يقوم أحد مروجي المعلومات بتقديم ادعاء ما، والذي يكرره العديد من الأشخاص ذوي التفكير المماثل، ثم يسمعونه، ويكررونه مرة أخرى (غالبا بشكل مبالغ فيه أو محرف بطريقة أخرى) حتى يفترض معظم الناس أن البعض الاختلاف الشديد في القصة هو الصحيح.
من جانب آخر، يحدث تأثير غرفة الصدى عبر الإنترنت عندما تندمج مجموعة متناغمة من الأشخاص وتنشئ رؤية نفقية، وقد يجد المشاركون في المناقشات عبر الإنترنت صدى لآرائهم باستمرار، مما يعزز أنظمة معتقداتهم الفردية بسبب انخفاض التعرض لآراء الآخرين، وهنا أنظمة معتقداتهم الفردية هي التي تتوج بانحياز تأكيد فيما يتعلق بمجموعة متنوعة من الموضوعات.
عندما يريد فرد ما أن يكون يكون رأي أو معتقد ما صحيحا، فغالبا ما يجمع فقط المعلومات التي تدعم معتقداته الحالية ويتجاهل أي عبارات يجدها متناقضة أو تتحدث بشكل سلبي عما يومن به، ومن جانب آخر فالأفراد الذين يشاركون في غرف الصدى يفعلون ذلك غالبا لأنه يشعرون بمزيد من الثقة في أن آرائهم ستكون مقبولة بشكل أكبر من قبل الآخرين في غرفة الصدى، وطبعا كل هذا يحدث بسبب أن الإنترنت وفّرت الوصول إلى مجموعة واسعة من المعلومات المتاحة بسهولة.
يتلقى الناس أخبارهم عبر الإنترنت بسرعة أكبر من خلال مصادر حديثة، مثل فايسبوك وغوغل وتويتر، ولقد أنشأت هذه المنصات الاجتماعية والعديد من المنافذ الإعلامية عبر الإنترنت خوارزميات مخصصة تهدف إلى توفير معلومات محددة لتلقيمات الأفراد عبر الإنترنت، ولقد حلت طريقة تنظيم المحتوى هذه محل وظيفة محرر الأخبار التقليدي، وبالتالي، فالإنتشار الوسيط للمعلومات عبر الشبكات عبر الإنترنتيتسبب في خطر حدوث فقاعة تصفية حسابية، مما يؤدي إلى القلق بشأن كيفية تعزيز تأثيرات غرف الصدى على الإنترنت لتقسيم التفاعل عبر الشبكة العنكبوتية.
من المهم أيضا ملاحظة أن أعضاء غرفة الصدى ليسوا مسؤولين بالكامل عن قناعاتهم، فبمجرد أن يصبحوا جزءً منها، قد يلتزم الفرد بممارسات معرفية مقبولة ظاهريا ولكنه لا يزال يتعرض لمزيد من التضليل، قد يكون العديد من الأفراد عالقين بسبب عوامل موجودة خارج نطاق سيطرتهم، مثل أنهم عاشوا ونشأوا في مكان واحد ضمن غرفة صدى واحدة، وعلاوة على ذلك، لا تستلزم وظيفة غرفة الصدى إضعاف اهتمام العضو بالحقيقة؛ بل تركز على التلاعب بمستويات مصداقيتها بحيث تعتبر المؤسسات والمنظمات المختلفة جوهريا مصادر مناسبة للسلطة.

## بحوث تجريبية
مع كل ما ذكرنا، هناك حاجة إلى النتائج التجريبية لدعم هذه المخاوف بوضوح، والمجال مجزأ للغاية عندما يتعلق الأمر بهذه النتائج، فهناكبعض الدراسات التي تقيس تأثيرات غرفة الصدى، مثل دراسة "باكشي إي آل سنة 2015، حين وجد الباحثون أن الأشخاص يميلون إلى مشاركة المقالات الإخبارية التي يتوافقون معها، وبالمثل، اكتشفوا وجود شذوذ في الصداقات عبر الإنترنت، مما يعني أنه من المرجح أن يكونالناس أكثر تواصلا على وسائل التواصل الاجتماعي إذا كان لديهم نفس الأيديولوجية السياسية، كما يمكن أن يؤدي كل ذلك إلى تأثيرات غرفة الصدى.
وجدت الدراسة أيض أن تعرض الشخص المحتمل لمحتوى شامل (محتوى مخالف لمعتقداته السياسية) من خلال شبكته الخاصة هو 24٪فقط لليبراليين و 35٪ للمحافظين، ومع ذلك، هناك دراسات أخرى تتعارض مع هذا، أيضا، وجد البعض أن التقارير الإخبارية يتم مشاركتهاأيضا إذا لم تكن متوافقة مع المعتقدات السياسية، فيما وجد آخرون أن الأشخاص الذين يستخدمون وسائل التواصل الاجتماعي يتعرضونلمصادر أكثر تنوعا من الأشخاص الذين لا يستخدمون وسائل التواصل الاجتماعي، وباختصار، يبقى أن النتائج الواضحة والمتميزة غائبة والتي إما تؤكد أو تزور مخاوف تأثيرات غرفة الصدى من أساسها.

## صعوبات عمليات البحث
هناك العديد من الأسباب التي تجعل النتائج التجريبية مجزأة وغير واضحة؛ أولاً، هناك بعض الغموض المفاهيمي بسبب التعاريف المختلفة وحداثة هذه الظواهر، لذلك، هناك طرق قياس غير متسقة واستخدام المفاهيم مما يعني أن الدراسات غير قابلة للمقارنة، وبالإضافة إلى ذلك، فإن البيانات المستخدمة في البحث التجريبي ليست ممثلة لجميع السكان، حيث من المرجح أن يكون مستخدمو فايسبوك على سبيل المثال من الإناث ولديهم وضع تعليمي أعلى من متوسط سكان الولايات المتحدة.
مشكلة أخرى هي التحيز التجميعي، حيث يتم قياس التأثيرات بشكل فردي، ولكن عند التكيف مع السكان يمكن أن يؤدي ذلك إلى مغالطة بيئية، وعلاوة على ذلك، تعمل منصات الوسائط الاجتماعية باستمرار على تغيير التصفية الحسابية الخاصة بها دون جعل هذه الخوارزمياتعامة، وطبعا هذا كله يجعل من الصعب الحصول على نتائج متسقة وقابلة للمقارنة، وأخيرا، فمعظم الدراسات تتم في الولايات المتحدة، وبالتالي في نظام الحزبين، ولا يمكن تطبيقها على الأنظمة السياسية التي تحتوي على عدة أحزاب مختلفة.

## غرفة الصدى في مقابل الفقاعة المعرفية
في السنوات الأخيرة، أصبحت الشبكات المعرفية المغلقة مسؤولة بشكل متزايد عن عصر ما بعد الحقيقة والأخبار المزيفة، ومع ذلك، كثيرا ماتدمج وسائل الإعلام بين مفهومين متميزين لنظرية المعرفة الاجتماعية: غرف الصدى والفقاعات المعرفية؛ بالنسبة للفقاعة المعرفية فهي شبكة معلوماتية تم فيها استبعاد المصادر المهمة عن طريق الحذف، ربما عن غير قصد، مما يعني أنه إطار معرفي ضعيف يفتقر إلى اتصال قوي، أما الأعضاء داخلها، فهم غير مدركين للمعلومات المهمة والاستدلال.
من ناحية أخرى، فإن غرفة الصدى هي بناء معرفي يتم فيه استبعاد الأصوات وفقدان مصداقيتها، ولا يعاني فيها الفرد من نقص فيالاتصال، بل يعتمد على التلاعب بالثقة من خلال تشويه سمعة جميع المصادر الخارجية بشكل منهجي. من جانب آخر، ووفقا لبحث أجرتهجامعة بنسلفانيا، أصبح أعضاء غرف الصدى معتمدين على المصادر داخل الغرفة ومقاومون بشدة لأي مصادر خارجية، وأيضا بالتوازي، فإنه يوجد تمييز مهم في قوة البنى المعرفية ذات الصلة، ولا تعتبر الفقاعات المعرفية أيضا قوية بشكل خاص، كيث أن المعلومات ذات الصلة تم إهمالها فقط، وبذلك فهي تفقد مصداقيتها.
على جانب آخر، يمكن للمرء أن «يفجر» فقاعة معرفية عن طريق تعريض العضو للمعلومات والمصادر التي فقدها، ومع ذلك، فإن غرفالصدى قوية بشكل لا يصدق؛ من خلال خلق عدم ثقة وقائي بين الأعضاء وغير الأعضاء، سيتم عزل المطلعين عن صحة الأدلة المضادة وسيستمرون في تعزيز الغرفة في شكل حلقة مغلقة، أيصا، هنا، ستسمع الأصوات الخارجية، لكنها ستنبذ شيئا فشيئا إلى أن يتم رفضهافي النهاية، وعلى هذا النحو، فإن المفهومين مختلفان بشكل أساسي ولا يمكن استخدامهما بالتبادل، ومع ذلك، يجب على المرء أن يلاحظ أنهذا التمييز ذو طبيعة مفاهيمية، ويمكن للمجتمع المعرفي أن يمارس طرقا متعددة للاستبعاد بدرجات متفاوتة.

## مفاهيم مشابهة
يعتبر مفهوم فقاعة التصفية، وهو مصطلح صاغه ناشط الإنترنت إيلي باريزي، حالة من العزلة الفكرية التي يُزعم أنها يمكن أن تنتج عنعمليات بحث مخصصة عندما تخمن خوارزمية موقع الويب بشكل انتقائي المعلومات التي يرغب المستخدم في رؤيتها بناءً على معلومات حولالمستخدم، مثل الموقع، سلوك النقر السابق وسجل البحث، ونتيجة لذلك، ينفصل المستخدمون عن المعلومات التي لا تتفق مع وجهات نظرهم، ويعزلهم بشكل فعال في فقاعاتهم الثقافية أو الأيديولوجية.
من ناحية أخرى، ترتبط غرف الصدى وفقاعات المرشح بالطرق التي يتعرض بها الأفراد لمحتوى خالٍ من الآراء المتضاربة، ويمكن استخدامالعامية بالتبادل، ومع ذلك، تشير غرفة الصدى إلى الظاهرة العامة التي يتعرض الأفراد من خلالها فقط للمعلومات من الأفراد ذوي التفكيرالمماثل، في حين أن فقاعات التصفية هي نتيجة الخوارزميات التي تختار المحتوى بناءً على السلوك السابق عبر الإنترنت، كما هو الحال معسجلات البحث أو نشاط التسوق عبر الإنترنت.